# Peter Bogdanovich
Peter Bogdanovich (ur. 30 lipca 1939 w Kingston w stanie Nowy Jork, zm. 6 stycznia 2022 w Los Angeles) – amerykański reżyser, producent filmowy, scenarzysta, aktor, krytyk filmowy i pisarz.

## Życiorys

### Wczesne lata
Urodził się w rodzinie serbskich emigrantów, uciekających z Europy do Ameryki przed nazizmem. Ojciec, Borislav Bogdanovich, był malarzem i pianistą, a matka, Herma (z domu Robinson), pochodziła z bogatej rodziny austriackich Żydów. Miał starszego brata, który zginął w wypadku w 1938, mając 18 miesięcy, po tym, jak spadł na niego garnek wrzącej zupy, choć Bogdanowich dowiedział się o bracie dopiero w wieku siedmiu lat i nie znał okoliczności jego śmierci dopóki nie był dorosły. Jego rodzice przybyli do USA w maju 1939 na wizach dla gości, wraz z najbliższą rodziną matki, w przededniu II wojny światowej.
W 1957 ukończył nowojorską niezależną szkołę dla chłopców Collegiate School i studiował aktorstwo w Konserwatorium Stelli Adler.

### Początki kariery
W latach 1956–1958 występował na Nowojorskim Festiwalu Szekspirowskim. Był reżyserem i producentem przedstawień off-broadwayowskich: Wielki nóż (The Big Knife, 1959), Camino Real Tennessee Williamsa (1961), Dziesięciu małych Indian (Ten Little Indians, 1961), Rakieta na księżyc (Rocket to the Moon, 1961) i Raz w życiu (Once in a Lifetime, 1964). Jako maniak kina i namiętny czytelnik wpływowego francuskiego pisma „Cahiers du Cinéma”, w 1961 dał się poznać jako krytyk filmowy w „Esquire” i „The New York Times”.
W 1964 przeniósł się do Hollywood w Kalifornii. Dwa lata później pełnił funkcję drugiego reżysera filmu sensacyjnego Dzikie anioły (The Wild Angels, 1966) w reżyserii Rogera Cormana, mistrza niskobudżetowego „kina klasy B”, z Peterem Fondą.

### Rozwój kariery
W 1968 pod pseudonimem Derek Thomas wyreżyserował swój pierwszy film fantastycznonaukowy Podróż na planetę prehistorycznych kobiet (Voyage to the Planet of Prehistoric Women) z Mamie Van Doren, którego producentem był Roger Corman. Następnie był reżyserem, scenarzystą i producentem dreszczowca kryminalnego Żywe tarcze (Targets, 1968) z udziałem Borisa Karloffa, którego operatorem był László Kovács.
Trzeci film okazał się najlepszym w jego karierze. Ostatni seans filmowy z 1971, nostalgiczny obraz prowincjonalnej Ameryki, zwiastujący koniec świata odchodzących wartości, został nominowany do Oskara w ośmiu kategoriach (w tym dla Bogdanovicha jako reżysera), a statuetki zdobyli Cloris Leachman i Ben Johnson za role drugoplanowe. W filmie debiutowała Cybill Shepherd, zaś pierwsze poważne role zagrali Jeff Bridges i Randy Quaid.

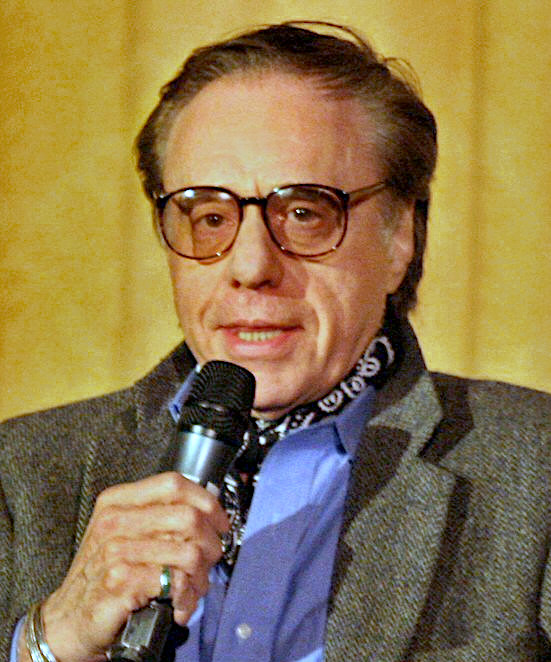
Peter Bogdanovich (2008)

Innym znanym filmem Bogdanovicha jest Maska z 1985 – prawdziwa historia wrażliwego chłopca Rockyego Dennisa cierpiącego na rzadką chorobą kości twarzy (tzw. choroba lwa) – w tej roli Eric Stoltz – i jego niezwykłej matki (za tę rolę Cher otrzymała główną nagrodę dla aktorki na Festiwalu w Cannes). Film zdobył Oscara w mało prestiżowej kategorii – charakteryzacja, Cher i Stoltz byli nominowani do Złotych Globów, zaś Bogdanovich był nominowany do Złotej Palmy w Cannes.
Pozostałe filmy Bogdanovicha nie wzbudziły już takiego entuzjazmu, choć wspomnieć należy o komediach Papierowy księżyc (z czasów wielkiego kryzysu) z oskarową rolą 10-letniej Tatum O’Neal, grającej u boku swego ojca Ryana O’Neala i Nickelodeon (alternatywny polski tytuł Ktoś tu kręci) o początkach przemysłu filmowego – z tą sama parą aktorów, a także Daisy Miller – ekranizacji klasycznej noweli Henry’ego Jamesa.
Bogdanovich jest także autorem cenionej biografii wielkiego reżysera Orsona Wellesa, z którym się zresztą przyjaźnił, a także biografii Alfreda Hitchcocka, Johna Forda, Howarda Hawksa i Fritza Langa.
Można było oglądać Bogdanovicha jako psychiatrę dr. Kupferberga w serialu Rodzina Soprano. Zagrał także gościnnie, samego siebie w 22. odcinku 5. serii amerykańskiego serialu Jak poznałem waszą matkę oraz w 11. odcinku 5. serii amerykańskiego serialu Żona idealna. Reżyser słynął ze wspierania młodych twórców, a jednym ze sposobów było występowanie w filmach aspirujących artystów.
Bogdanovich powrócił do roli reżysera po wielu latach za sprawą przyjaźniących się z nim młodych reżyserów – Wesa Andersona (debiut tego twórcy wyprodukowała żona Bogdanovicha – Polly Platt) i Noaha Baumbach (Bogdanovich wcześniej wstąpił w dwóch jego filmach). Komedia Dziewczyna warta grzechu (2014) stała się zwieńczeniem jego twórczości.

## Życie prywatne
W czerwcu 1962 ożenił się z Polly Platt, z którą miał dwie córki – Antonię i Alexandrę. W czerwcu 1972 doszło do rozwodu. W latach 1971–1978 był związany z Cybill Shepherd. Poza planem filmowym komedii romantycznej Śmiechu warte spotykał się z Dorothy Stratten, kanadyjską byłą modelką i gwiazdą „Playboya”. Wkrótce po zakończeniu zdjęć, 14 sierpnia 1980 Stratten została zastrzelona przez swojego męża Paula Snidera, który był zazdrosny o jej romans z Bogdanovichem. Tę historię przedstawiają filmy: Death of a Centerfold: The Dorothy Stratten Story (polski tytuł Śmierć króliczka, 1981) z Jamie Lee Curtis i Star 80 (1983) Boba Fosse z Mariel Hemingway. Sam Bogdanovich opisał historię Stratten we własnej książce The Killing Of The Unicorn – Dorothy Stratten 1960-1980. 30 grudnia 1988 poślubił Louise Stratten (Hoogstraten), siostrę zamordowanej byłej kochanki Dorothy Stratten. W 2001 rozwiedli się.

## Reżyser
Filmy
- 1967: The Great Professional: Howard Hawks – film dokumentalny
- 1968: Voyage to the Planet of Prehistoric Women
- 1968: Żywe tarcze
- 1971: Directed by John Ford – film dokumentalny
- 1971: Ostatni seans filmowy
- 1972: No i co, doktorku?
- 1973: Papierowy księżyc
- 1974: Daisy Miller
- 1975: Ostatnia miłość
- 1976: Nickelodeon
- 1979: Saint Jack
- 1981: Śmiechu warte
- 1985: Maska
- 1988: Nielegalnie twój
- 1990: Texasville
- 1992: Czego nie widać
- 1993: W pogoni za sukcesem
- 1995: Never Say Goodbye Aids Benefit by Yoko Ono
- 1996: Nauczyciel z przedmieścia 2 – film telewizyjny
- 1997: Cena współczucia – film telewizyjny
- 1997: Opowieść o odwadze: Dwie kobiety – film telewizyjny
- 1998: Niebezpieczne miasto: Zabójcze święta – film telewizyjny
- 1999: Zamiana ról – film telewizyjny
- 2001: Zakazana namiętność
- 2004: Stracić wszystko – film telewizyjny
- 2004: Historia Natalie Wood – film telewizyjny
- 2007: Tom Petty and the Heartbreakers: Runnin' Down a Dream – dokument
- 2009: The Broken Code
- 2014: One Lucky Moon
- 2014: Dziewczyna warta grzechu
- 2018: Niepowtarzalny Buster Keaton – film dokumentalny

Seriale TV
- 1993 – 1995: Upadłe anioły
- 1994: Galeria obrazów
- 1999 – 2007: Rodzina Soprano

## Aktor
Filmy
- 1966: Dzikie anioły
- 1967: Podróż
- 1968: Żywe tarcze – Sammy Michaels
- 1968: Vienna
- 1969: Lwia miłość
- 1972: The Other Side of the Wind – Brooks Otterlake
- 1977: Premiera
- 1979: Saint Jack – Eddie Schuman
- 1981: Śmiechu warte – DJ
- 1997: Zazdrośnik – doktor Howard Poke
- 1997: Impreza za imprezą – Frank
- 1997: Kobiety mafii – Vito Giancamo
- 1998: Już nadchodzi – Bartholomew
- 1998: Lick the Star – dyrektor
- 1998: Klub 54 – klient
- 1999: Claire Makes It Big – Arturo Mulligan
- 2000: Tylko dla dorosłych – film professor
- 2001: Festiwal w Cannes – Milo
- 2006: Bez skrupułów – Bennett Cerf
- 2007: Selekcjoner – Peter
- 2007: Szukając miłości – Irving Mann
- 2007: Dedykacja – Roger Spade
- 2007: The Dukes – Lou
- 2007: Piąty pacjent – Birani
- 2008: Hrabstwo Humboldt – profesor Hadley
- 2010: Bez śladu – dr Markus Bensley
- 2010: Queen of the Lot – Pedja Sapir
- 2013: The Between – mężczyzna
- 2013: Cold Turkey – Poppy
- 2013: Duet na żółtych papierach – sędzia Harlan Plath
- 2014: The Tell-Tale Heart – stary mężczyzna
- 2015: Pearly Gates – Marty
- 2015: Too Late – Gordy Lyons

Seriale
- 1990 – 1995: Przystanek Alaska – odc. 70 Różyczka jako Peter Bogdanovich
- 1994: Galeria obrazów – Lucca
- 1999 – 2007: Rodzina Soprano – dr Elliot Kupferberg
- 2003: Coś nie tak- Zach

## Scenarzysta
- 1966: Dzikie anioły
- 1968: Żywe tarcze
- 1971: Ostatni seans filmowy
- 1971: Directed by John Ford
- 1975: Ostatnia miłość
- 1976: Nickelodeon
- 1979: Saint Jack
- 1981: Śmiechu warte
- 1990: Texasville
- 1995: Never Say Goodbye Aids Benefit by Yoko Ono
- 2014: One Lucky Moon
- 2014: Dziewczyna warta grzechu

## Montażysta
- 1966: Dzikie anioły
- 1968: Żywe tarcze
- 1971: Ostatni seans filmowy

## Producent
- 1968: Żywe tarcze
- 1972: No i co, doktorku?
- 1973: Papierowy księżyc
- 1974: Daisy Miller
- 1975: Ostatnia miłość
- 1984: City girl
- 1988: Nielegalnie twój
- 1990: Texasville
- 1992: Poza sceną

## Autor książek
- 1961: The Cinema of Orson Welles
- 1962: The Cinema of Howard Hawks
- 1963: The Cinema of Alfred Hitchcock
- 1967: John Ford (rozszerzone wydanie 1978)
- 1969: Fritz Lang in America
- 1970: Allan Dwan: The Last Pioneer
- 1973: Pieces of Time (rozszerzone wydanie 1985)
- 1984: The Killing Of The Unicorn – Dorothy Stratten 1960-1980. – William Morrow and Company.
- 1992: This is Orson Welles. – HarperPerennial.
- 1995: A Moment with Miss Gish. – Santa Barbara: Santa Teresa Press.
- 1997: Who The Devil Made It: Conversations with Legendary Film Directors. – Alfred A. Knopf.
- 1999: Peter Bogdanovich’s Movie of the Week.
- 2004: Who the Hell’s in It: Conversations with Hollywood’s Legendary Actors. – Alfred A. Knopf.

## Nagrody
- Nagroda BAFTA 1971: Najlepszy scenariusz za Ostatni seans filmowy
- Nagroda na MFF w Wenecji 1979: Nagroda Włoskich Dziennikarzy Filmowych za Saint Jack